# 323e division d'infanterie
La  323e division d'infanterie (en allemand : 323. Infanterie-Division ou 323. ID) est une des divisions d'infanterie de l'armée allemande (Wehrmacht) durant la Seconde Guerre mondiale.

## Historique
La 323e division d'infanterie est formée le 15 novembre 1940 dans le secteur de Franken dans le Wehrkreis XIII à partir des 62e et 73e division d'infanterie en tant qu'élément de la 13. Welle (13e vague de mobilisation).
Après sa formation, elle est envoyée fin 1941 en France le long des côtes de la Manche dans la 15e armée au sein du groupe d'armées D, puis à partir d'avril 1942, en Belgique dans les secteurs de Charleroi et de Termonde.
En mai 1942, elle est transférée sur le front de l'Est au sein du groupe d'armées Sud.
Elle subit de lourdes pertes lors des combats se la contre-offensive soviétique de l'hiver 1942-1943 dans les secteurs de Voronej et de Kastornoje au sein de la 2e armée du groupe d'armées B.
Réduite à un kampfgruppe (groupe de combat), elle est versée début mars 1943 dans le groupe d'armées Centre dans les secteurs de Koursk et Kiev.
Puis, à partir d'août 1943, elle retrouve le groupe d'armées Sud avec la 4e Panzer Armee dans la région de Kiev et Jitomir, subissant encore de lourdes pertes.
Elle est dissoute le 2 novembre 1943.

## Organisation

### Commandants
| Date                               | Grade           | Commandant      |
| ---------------------------------- | --------------- | --------------- |
| 15 novembre 1940 - 10 janvier 1942 | Generalleutnant | Max Mühlmann    |
| 10 janvier 1942 - 5 novembre 1942  | Generalleutnant | Hans Bergen     |
| 5 novembre 1942 - 22 décembre 1942 | Generalleutnant | Viktor Koch     |
| 25 décembre 1942 - 2 février 1943  | Generalmajor    | Andreas Nebauer |
| 2 février 1943 - ? septembre 1943  | Oberst          | Koschella       |

## Théâtres d'opérations
- Allemagne : novembre 1940-novembre 1941
- France : novembre 1941-mai 1942
- Front de l'Est, secteur Sud : mai 1942-juillet 1943

Front de l'Est, secteur Centre : juillet 1943-septembre 1943

## Ordres de bataille
1941
- Infanterie-Regiment 591
- Infanterie-Regiment 593
- Infanterie-Regiment 594
- Artillerie-Regiment 323
- Pionier-Bataillon 323
- Panzerjäger-Abteilung 323
- Divisions-Nachrichten-Abteilung 323
- Divisions-Nachschubführer 323

Janvier 1943
- Infanterie-Regiment 591
- Infanterie-Regiment 593
- Infanterie-Regiment 594
- Ski-Bataillon 323
- Artillerie-Regiment 323
- Pionier-Bataillon 323
- Panzerjäger-Abteilung 323
- Divisions-Nachrichten-Abteilung 323
- Divisions-Nachschubführer 323